# Astroceras pergamenum
Astroceras pergamenum is een slangster uit de familie Euryalidae.
De wetenschappelijke naam van de soort werd in 1879 gepubliceerd door Theodore Lyman. Lyman publiceerde de naam als "pergamena" maar de ICZN schrijft voor dat het grammaticaal geslacht van namen die eindigen op -ceras onzijdig is. Het adjectief "pergamenus" (verwijzend naar het Pergameense Rijk) dient dan de onzijdige uitgang -um te krijgen.